# 陈明 (1920年)
陈明（1920年10月—2013年4月24日），湖北沙市人，中华人民共和国政治人物。曾任中共沙市市委书记:9、湖北省人民政府副省长，湖北省顾问委员会主任等职，中共十四大、十七大代表。